# Michèle Vergne
Michèle Françoise Vergne (L'Isle-Adam, 29 de agosto de 1943) é uma matemática francesa, que trabalha com análise matemática e teoria da representação.

## Vida e carreira
Michèle Vergne studierte de 1962 a 1966 na École normale supérieure de jeunes filles, com um doutorado em 1971 na Universidade de Paris, orientada por Claude Chevalley e Jacques Dixmier.
Foi palestrante convidada do Congresso Internacional de Matemáticos em Varsóvia (1983: Formule de Kirilov et indice de l’opérateur de Dirac). É fellow da American Mathematical Society. Foi palestrante plenária do Congresso Internacional de Matemáticos em Madrid (2006: Applications of Equivariant Cohomology).

## Obras
- com G. Lion: The Weil representation, Maslov Index and Theta Series, Birkhäuser 1980
- com Nicole Berline, Ezra Getzler: Heat kernels and Dirac operators, Springer, Grundlehren der mathematischen Wissenschaften, 1992, 2004
- Quantification geometrique et reduction symplectique, Seminar Bourbaki 2000/1
- Représentations unitaires des groupes de Lie résolubles., Seminar Bourbaki, 1973/4
- com Michel Duflo, Jacques Dixmier: Sur la représentation coadjointe d'une algèbre de Lie , Compositio Mathematica 1974
- Applications of Equivariant Cohomology, ICM 2006